# Брудкі (Великопольське воєводство)
Брудкі (пол. Bródki, нім. Marienwalde) — село в Польщі, у гміні Львувек Новотомиського повіту Великопольського воєводства.
Населення — 360 осіб (2011).
У 1975-1998 роках село належало до Познанського воєводства.

## Демографія
Демографічна структура станом на 31 березня 2011 року:
|          | Загалом | Допрацездатний вік | Працездатний вік | Постпрацездатний вік |
| -------- | ------- | ------------------ | ---------------- | -------------------- |
| Чоловіки | 180     | 43                 | 119              | 18                   |
| Жінки    | 180     | 53                 | 93               | 34                   |
| Разом    | 360     | 96                 | 212              | 52                   |